# Dessewffy Arisztid
Cserneki és tarkői Dessewffy Arisztid (kiejtése: dezsőfi) (Csákány, 1802. július 2. – Arad, 1849. október 6.) honvéd vezérőrnagy, az aradi vértanúk egyike.

## Élete
Az Abaúj vármegyei Csákányban született jómódú, magyar, evangélikus nemesi család tagjaként. Teljes neve "István Miksa Arisztid" volt. Apja, cserneki és tarkeői Dessewffy Gáspár (1778-1854), anyja, felsőkubinyi Kubinyi Julianna (1770-1815) volt. Tanulmányait a kassai és az eperjesi gimnáziumban végezte. 18 éves korában jelentkezett a császári hadsereg 5. (Radetzky) huszárezredébe kadétnek. A napóleoni háborúkat követő hosszú békeidőszak alatt az 5. tüzérezred aknász karánál és az 5. huszárezredben szolgált. Azonban ez nem kedvezett katonai karrierjének, ezért 1839-ben kapitányi rendfokozatban nyugdíjaztatta magát, megnősült, és Eperjesen gazdálkodásba fogott. Gyermekei és felesége még a forradalom kitörése előtt meghaltak.
Az 1848-as forradalom kitörése után ismét szolgálatba lépett, szeptember 22-étől nemzetőr őrnagyként részt vett a Sáros vármegyei nemzetőrség szervezésében. November 26-án alezredessé és a felső-tiszai hadtest dandárparancsnokává nevezték ki.
Részt vett a december 11-ei budaméri ütközetben. Az 1849. január 4-ei kassai ütközetben az ő vitézségének és az általa vezetett hadosztály kitartásának volt köszönhető, hogy a Mészáros vezette hadtest nem szenvedett még nagyobb veszteségeket Schlik tábornoktól. Klapka György parancsnoksága alatt részt vett a felső-tiszai hadtest újjászervezésében, majd dandárával kiválóan szerepelt a Schlik-hadtest elleni Tisza mentén vívott győztes ütközetekben. Február 14-én ezredessé léptették elő. Február 18-án Kompoltnál két huszárosztály élén szétvert egy császári vértes különítményt. Kitüntette magát a kápolnai csatában, majd a tavaszi hadjárat ütközeteiben, ezért április 18-án megkapta a Magyar Katonai Érdemrend III. osztályát, majd április 30-án az I. hadtest lovashadosztályának parancsnokává nevezték ki. Hadtestével jelen volt Buda ostrománál. Június 2-án átvette a IX. hadtest parancsnokságát, egyben megkapta vezérőrnagyi kinevezését.
Július 5-én másodszor is megnősült, Szinnyei Merse Emmát (1822-1871) vette feleségül. Július elejétől a felső-magyarországi hadsereg lovassági főparancsnokaként feladatul kapta az orosz sereg előrenyomulásának akadályozását. A lovasság élén kiválóan szerepelt a július 20-ai turai ütközetben. A Szeged környékén összpontosított magyar főerők lovassági főparancsnoka, majd augusztustól ismét a IX. hadtest parancsnoka lett. Részt vett az augusztus 5-ei szőregi, majd az augusztus 9-ei temesvári csatában. Augusztus 16-án átadta a hadtest parancsnokságát Lázár Vilmos ezredesnek.
Lehetősége lett volna Törökországba menekülni, de volt bajtársa, Franz von Liechtenstein herceg altábornagy biztatására augusztus 19-én Karánsebes mellett a császári csapatok előtt letette a fegyvert. Liechtenstein tábornok utóbb valóban közben is járt bajtársa érdekében, de eredménytelenül: az aradi hadbíróság Dessewffy Arisztidet kötél általi halálra ítélte. Mivel császári csapatok előtt tette le a fegyvert, ítéletét Haynau később „kegyelemből” golyó általi halálra változtatta. A golyó által kivégzettek négyes csoportjában másodikként lépett a kivégző osztag elé.
A kivégzetteket az aradi vár árkában földelték el. Holttestét családja később titokban felkutatta és kicsempésztette a várból. A vértanú tábornok teste 1850 óta családjának margonyai birtokán nyugszik.